# 김진환 (법조인)
김진환(金振煥, 1948년 8월 18일~ ) 은 대한민국의 법무부 검찰국장, 서울지방검찰청 검사장, 대한공증인협회장 겸 아시아지역회장, 한국형사소송법학회 회장, 한국형사정책연구원(KIC) 원장을 지낸 법조인이다.

## 생애
1948년 충청남도 부여에서 태어났다. 대전중학교를 거쳐 경기고등학교, 서울대학교 법학과를 졸업하고, 1972년 제14회 사법시험에 합격하였다.
사법연수원(4기), 공군법무관(대위)를 거쳐 1977년 대구지방검찰청 검사에 임용된 이래 법무부 검찰제1과장, 제2과장, 대검찰청 기획과장, 수원지검 여주지청장, 부산지검 특수부장검사,  서울지검 형사부장검사, 청와대 민정수석실 법률비서관으로 근무하였다.
이어, 부산지검 차장검사, 서울지검 차장검사, 서울지검 북부지청장·남부지청장을 거쳐 1999년 검사장으로 승진하여 대검찰청 기획조정부장, 대구지방검찰청 검사장, 법무부 검찰국장, 서울지방검찰청 검사장으로 일했다.
UN산하 국제검사협회(IAP)의 집행위원(우리나라 최초)으로 공로상을 수상하였다.
2004년부터 법무법인 충정의 대표변호사로 활동하면서 제17대 대한공증인협회장 겸 아시아지역회장을 맡아 예방사법제도 활성화 및 국제교류에 기여하고, 대한변호사협회 이사, 서울지방변호사협회 특별자문위원, 대한중재인협회 부협회장으로 봉사하였다. 
서울대학교 대학원에서 법학석사 학위를 취득하고, 독일 프라이부르크(Freiburg) 대학에서 박사과정을 이수한데 이어,  2003년 한양대학교에서 “정신장애 범죄자의 책임과 처우에 관한 연구”로 법학박사 학위를 취득하였으며, 2004년 한국형사판례연구회 회장, 2007년 한국비교형사법학회 회장, 2010년 (사)한국포렌식학회 회장, 2013년 (사)한국형사소송법학회 회장을 역임하였다.
2015년 6월 국무총리 산하 국책연구기관인 「한국형사정책연구원」(KIC)의 14대 원장에 취임하여 3년간 재직하면서, 2018년 5월 국법질서의 수호 및 법치주의 확립에 기여한 공로로 제3회「천고법치문화상」을  대표 수상하였다. 
그밖에도, 2016년부터 2018년까지 서울대학교 법과대학 총동문회장을 역임하였으며, 현재 공증인가 법무법인 새한양(서울 서초구 법원로 15, 306호)에 대표변호사로 재직하고 있다.
저서로는 신체계해설 「형사소송법」, 「형법」, 수상집 「역사에 묻고 미래에 답하다」등이 있다.